# Оливер, Стив
Стив О́ливер (англ. Steve Oliver, 14 августа 1964, Лос-Анджелес) — Гитарист, вокалист из Калифорнии, США. Пишет и исполняет музыку в таких жанрах, как джаз, поп, латиноамериканская музыка, этника. Яркий представитель музыкального сообщества, работающий в поджанре смус-джаз.

## Начало карьеры
Оливер рос в городке Уолнат-Крик (Калифорния) в области залива Сан-Франциско. Начал играть в школьных группах, исполняющих прогрессивный рок. Под влиянием творчества таких коллективов, как Genesis и Yes, команда Оливера «Fragile Glass» выпустила ровно один альбом «Farewell Father Analogue» и затем распалась. Стив выступал на разных сценах центральной Калифорнии самостоятельно как «человек-оркестр» и дуэтом со скрипачом Джимом Харли.
Концертируя в Сан-Франциско и его окрестностях, молодой музыкант обратил на себя внимание Стива Райда, в прошлом перкуссиониста группы Риппингтонз (англ. The Rippingtons). Райд пригласил Оливера в свой новый проект «Bamboo Forest». В данном составе Оливер стал основным вокалистом и гитаристом. Многие произведения в первых двух альбомах группы написаны именно Оливером и Райдом. Последний убедил Оливера активизировать сольную карьеру, помог юному гитаристу выпустить собственный альбом.
Дебютный альбом Оливера «First View» был высоко оценён Смус-джаз-сообществом. Такие произведения с него, как «Highway One», «First View» и «Midnight at the Oasis» попали в активную ротацию на радио по всей стране. Запись получила большое количество положительных рецензий, попала в первые десятки хит-парадов, получила награду «Лучший Молодой Артист» престижного издания «Smooth Jazz News».
Следующая пластинка, «Positive Energy», стала не менее успешной, не в последнюю очередь благодаря синглу «High Noon». Альбом вошёл в горячую двадцатку списка лучших альбомов по версии Billboard и стала номером третьим в чарте синглов жанра смус-джаз. Пьеса «High Noon» стала одной из стилеобразующих для огромного количества смус-джазовых радиостанций и находится в горячей ротации в эфире США, Канады и Европы.

## Дискография
- 1999 — First View
- 2004 — 3D
- 2005 — Snowfall
- 2006 — Radiant
- 2006 — Live On XM Radio
- 2009 — Positive Energy
- 2010 — Global Kiss